# Maculonaclia obliqua
Maculonaclia obliqua är en fjärilsart som beskrevs av Griveaud 1964. Maculonaclia obliqua ingår i släktet Maculonaclia och familjen björnspinnare. Inga underarter finns listade i Catalogue of Life.